# Neville McPhee
Neville McPhee es un personaje ficticio de la serie de televisión australiana Home and Away, interpretado por el actor Frank Lloyd del 17 de enero de 1988 hasta el 10 de marzo de 1989.